# Wola Puczniewska
Wola Puczniewska (prononciation [ˈvɔla put͡ʂˈɲefska]) est un village de la gmina de Lutomiersk, du powiat de Pabianice, dans la voïvodie de Łódź, situé dans le centre de la Pologne.
Il se situe à environ 13 kilomètres au nord-ouest de Lutomiersk (siège de la gmina), 30 kilomètres au nord-ouest de Pabianice (siège du powiat) et 29 kilomètres à l'ouest de Łódź (capitale de la voïvodie).

## Administration
De 1975 à 1998, le village était attaché administrativement à l'ancienne voïvodie de Sieradz.

Depuis 1999, il fait partie de la nouvelle voïvodie de Łódź.